# 喜貝刺鼻單棘魨
喜貝刺鼻單棘魨，又稱喜貝前孔魨，為輻鰭魚綱魨形目鱗魨亞目單棘魨科的其中一種，分布於印度太平洋海域，棲息在礁石區，生活習性不明。

## 扩展阅读
維基物種上的相關：喜貝刺鼻單棘魨